# Casa't i ja ho veuràs
 Casa't i ja ho veuràs  (original:The Bride Walks Out) és una pel·lícula estatunidenca de Leigh Jason estrenada el 1936 i doblada al català.

## Argument
Carolyn i Michael s'enamoren i decideixen casar-se, però ell s'entossudeix en que ella deixi la feina de model. Carolyn s'adona que amb només un salari no arriben a final de mes, així que es posa a treballar, ocultant-li-ho al seu marit, ja que és conscient que posarà el crit al cel si arriba a assabentar-se.

## Repartiment
- Barbara Stanwyck: Carolyn Martin
- Gene Raymond: Michael Martin
- Robert Young: Hugh McKenzie
- Helen Broderick: Mattie Dodson
- Willie Best: Smokie
- Robert Warwick: M. McKenzie
- Billy Gilbert: M. Donovan
- Wade Boteler: Cap de terreny
- Hattie McDaniel: Mamie

## Rebuda
Una peça estiuenca que insisteix que l'amor pot trobar un camí perquè una parella jove visqui en circumstàncies delicioses amb 35 dòlars a la setmana.
Tot i que la pel·lícula no destaca especialment, proporciona un escalfament per Barbara Stanwyck abans de la seva aparició molt anunciada a The Plough and the Stars de Sean O'Casey i dona Robert Young la possibilitat de gastar molts diners de manera capritxosa. També presenta Gene Raymond com un jove marit impulsiu, que és més un enginyer convincent que un amant. I per donar un impuls al que altrament ha estat una feina bastant rutinària, Ned Sparks i Helen Broderick demostren, en el seu modisme característic, què passa als matrimonis idíl·lics després d'uns quants anys amb 35 dòlars a la setmana.